# Abadía de Kärkna
La Abadía de Kärkna (en estonio: Kärkna klooster) es una estructura en ruinas que fue un antiguo monasterio cisterciense en Estonia.
El monasterio estaba situado a unos 8 km al norte de Tartu (antes Dorpat) en el pueblo de Lammiku cerca del punto donde el río Amme desemboca en el río Emajõgi.
El monasterio fue fundado antes de 1233 por el obispo de Dorpat, Hermann von Buxhoeveden, y se establecieron allí los monjes de la abadía de Pforta, de la filiación de Morimond.